# دیگو مارینیو
دیگو مارینیو (انگلیسی: Diego Mariño؛ زادهٔ ۹ مهٔ ۱۹۹۰) بازیکن فوتبال اهل اسپانیا است.
از باشگاه‌هایی که در آن بازی کرده‌است می‌توان به باشگاه فوتبال لوانته، باشگاه فوتبال رئال وایادولید، باشگاه فوتبال اسپورتینگ خیخون، و باشگاه فوتبال ویارئال اشاره کرد.
وی همچنین در تیم‌های ملی فوتبال زیر ۱۹ سال اسپانیا، زیر ۲۰ سال اسپانیا، زیر ۲۱ سال اسپانیا، و زیر ۲۳ سال اسپانیا بازی کرده‌است.